# Lützkampen

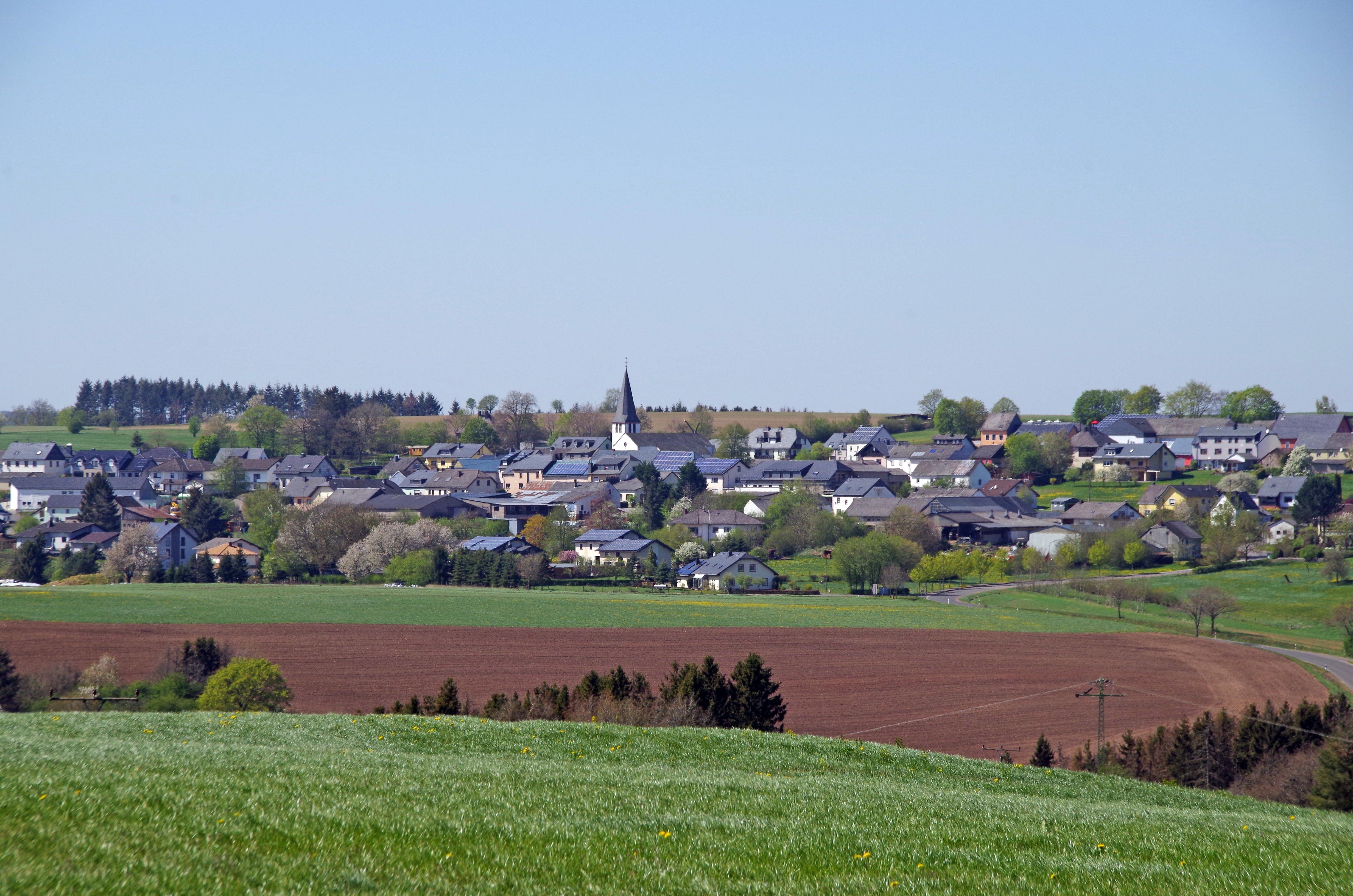
Lützkampen

Lützkampen ist eine Ortsgemeinde im Eifelkreis Bitburg-Prüm in Rheinland-Pfalz. Sie gehört der Verbandsgemeinde Arzfeld an.

## Geographie

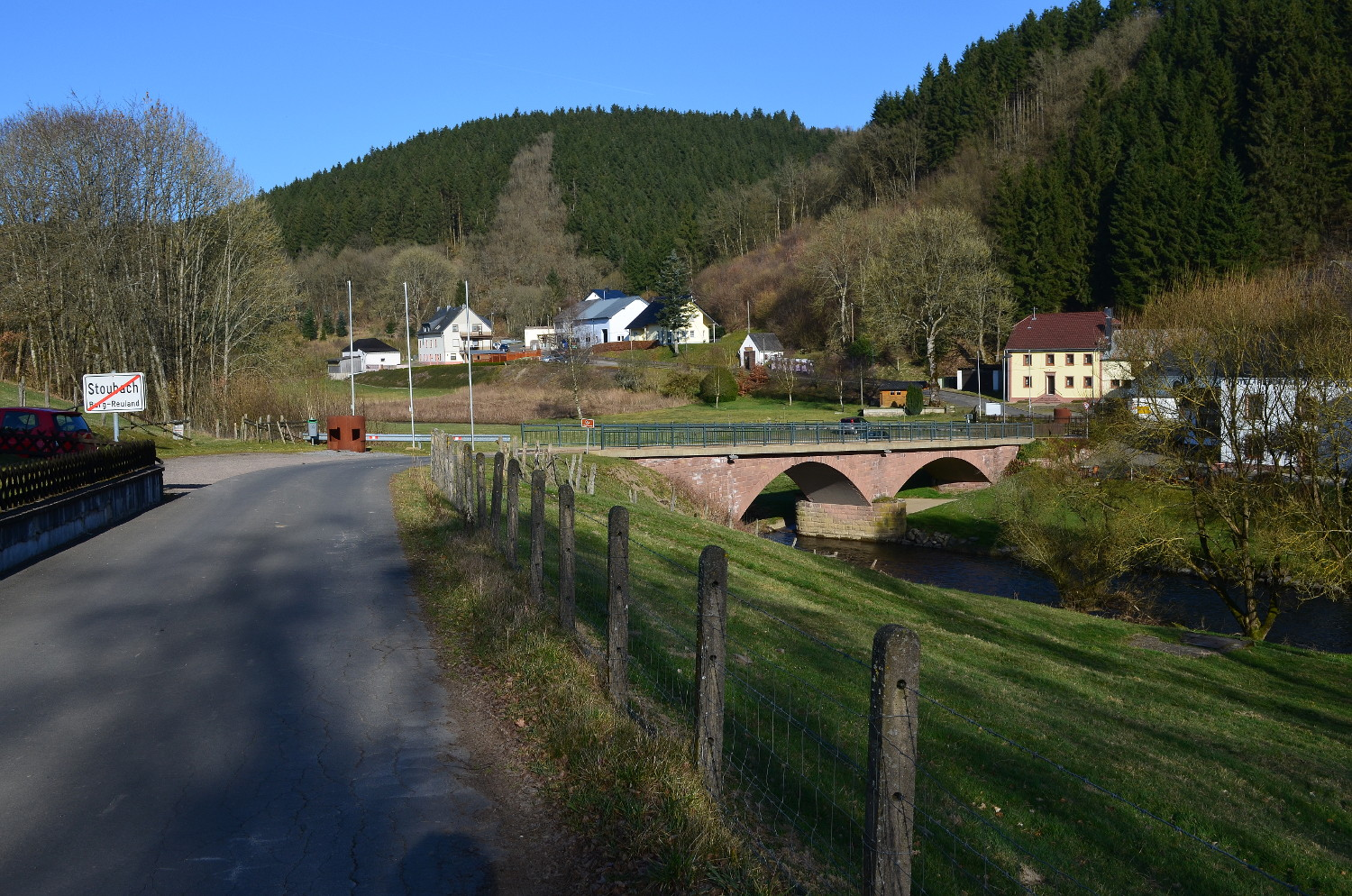
Stupbach vom belgischen Stoubach (Gemeinde Burg-Reuland) aus gesehen

### Lage
Der Ort liegt in der Landschaft Islek, im Westen der Eifel und in der Nähe des Dreiländerecks Deutschland–Luxemburg–Belgien. Die Ortslage hat die Form eines langgezogenen, halbrunden Straßendorfes, das sich in Ost-West-Richtung erstreckt. Erweitert wurde sie in jüngerer Zeit durch Neubauten in Richtung Harspelt und in der „Bornwiese“.
Die höchste Erhebung im Gemeindegebiet ist Auf der Nell mit 540 m ü. NHN, der niedrigste Bodenpunkt ist an der Our südlich der Grimmelslei mit 321 m.
Mit 50,1 % wird die Hälfte des Gemeindegebietes landwirtschaftlich genutzt, 41,3 % sind Waldfläche (Stand 2019).

### Gemeindegliederung
Die Gemeinde gliedert sich in die Gemeindeteile Lützkampen, Stupbach und Welchenhausen. Zu Lützkampen gehören auch die Weiler Diedrichsborn, Auf der Nöll und Auf dem Bock sowie die Wohnplätze Lützkampenermühle, Zollamt Lützkampen (Auf dem Halvent) und Im Pesch; zu Stupbach gehören die Wohnplätze Auf Halenfeld, In der Loch und Stupbacherseif (Brodelseifen).

### Nachbargemeinden
Nachbargemeinden sind Burg-Reuland (Belgien) im Westen und Norden, Kesfeld und Großkampenberg im Osten, Herzfeld im Südosten sowie Harspelt im Süden.

## Geschichte
Funde von Ruinen römischer Siedlungen im Lützkamper Bereich weisen auf eine frühe Besiedelung des Ortes hin.
Die drei Dörfer Lützkampen, Stupbach, Welchenhausen gehörten bis Ende des 18. Jahrhunderts zur luxemburgischen Herrschaft Dasburg.
Die Österreichischen Niederlande, zu denen das Herzogtum Luxemburg gehörte, wurden im Jahr 1784 von französischen Revolutionstruppen besetzt und im Oktober 1795 von Frankreich annektiert. Unter der französischen Verwaltung gehörten Lützkampen, Stupbach und Welchenhausen zum Kanton Arzfeld, der verwaltungsmäßig dem Departement Wälder zugeordnet war.
Aufgrund der Beschlüsse auf dem Wiener Kongress wurde 1815 das vormals luxemburgische Gebiet östlich der Sauer und der Our dem Königreich Preußen zugeordnet. Lützkampen und Stupbach wurden der Bürgermeisterei Harspelt, Welchenhausen der Bürgermeisterei Leidenborn angehörig. Gemeinsam gehörten diese zum 1816 neu gebildeten Kreis Prüm im Regierungsbezirk Trier und von 1822 an zur Rheinprovinz. Alle drei Gemeinden gehörten von 1936 an zum Amt Daleiden-Leidenborn und seit 1970 zur Verbandsgemeinde Arzfeld.
Am 1. Januar 1972 wurden die bis dahin selbständigen Gemeinden Stupbach (seinerzeit 60 Einwohner) und Welchenhausen (51 Einwohner) nach Lützkampen eingemeindet.
Eine erste Kirche wurde im frühen Mittelalter errichtet, als Lützkampen eine Filiale von Ouren war. Zum Bau eines Pfarrhauses kam es 1806.
Vom Zweiten Weltkrieg wurde es 1944 erstmals betroffen, als amerikanische Truppen einmarschierten und die Bevölkerung nach Belgien evakuiert wurde. 1945 fand eine erneute Evakuierung durch die Amerikaner statt. Insgesamt wurden für den Krieg 27 Gefallene, drei Vermisste sowie sechs Tote in der Zivilbevölkerung verzeichnet.
1955 wurde der Ort an das Kreiswasserwerk angeschlossen, zwei Jahre später wurde er kanalisiert.
Der Ortsname bedeutet in etwa „kleines Feld“, denn „lütz“ wird als „klein“ abgeleitet und „campen“ ist auf das lateinische Wort für „Feld“ zurückzuführen.
Bevölkerungsentwicklung
Die Entwicklung der Einwohnerzahl von Lützkampen bezogen auf das heutige Gemeindegebiet; die Werte von 1871 bis 1987 beruhen auf Volkszählungen:
| Jahr | Einwohner |
| ---- | --------- |
| 1815 | 321       |
| 1835 | 409       |
| 1871 | 462       |
| 1905 | 480       |
| 1939 | 516       |
| 1950 | 482       |
| 1961 | 464       |

| Jahr | Einwohner |
| ---- | --------- |
| 1970 | 439       |
| 1987 | 465       |
| 1997 | 409       |
| 2005 | 401       |
| 2011 | 383       |
| 2017 | 352       |
| 2023 | 346       |

## Politik

### Bürgermeister
Manfred Müller wurde am 13. August 2019 Ortsbürgermeister von Lützkampen. Da bei der Direktwahl am 26. Mai 2019 kein gültiger Wahlvorschlag eingereicht wurde, oblag die Neuwahl des Bürgermeisters dem Rat. Dieser wählte Müller auf seiner konstituierenden Sitzung für fünf Jahre ins Amt. Er wurde im Juni 2024 wiedergewählt.
Müllers Vorgänger waren von 2016 bis 2019 Manfred Schoden († 2019) und bis Ende 2015 Patrick Bormann, der das Amt fast zwölf Jahre ausübte.

### Wappen
| Wappen von Lützkampen | Blasonierung: „In neunmal von Silber und blau geteiltem Schildhaupt ein goldener Keil, darin ein gestürztes blaues Schwert mit schwarzem Knauf und schwarzer Parierstange.“ |
| Wappen von Lützkampen | Wappenbegründung: Lützkampen gehörte vom 11. bis zum Ende des 18. Jahrhunderts zur Herrschaft Ouren, einem Lehnsteil der Grafschaft Vianden im Großherzogtum Luxemburg, zählte aber auch andererseits zur Herrschaft Dasburg. Die Entstehung des Ortsnamens wird verschieden gedeutet: Lützel-Lütz-Littel-klein und Campus-Feld oder Siedlung, Lütsch-Letsch-Letzkampen mehr als eine Sprachvariante zum Luxemburg-Letzeburg. Diese Bedeutung würde der wirtschaftlichen historischen und kulturgeschichtlichen Bedeutung entsprechen, als ein Gegensatz zum benachbarten Großkampen. Deshalb im Gemeindewappen die luxemburgischen Landesfarben Blau und Silber. Pfarrpatron der Gemeinde Lützkampen ist der heilige Martin. Seine Attribute sind Mantel und Schwert, die durch den goldenen Keil und das Schwert im Wappen wiedergegeben sind. |

## Kultur und Sehenswürdigkeiten

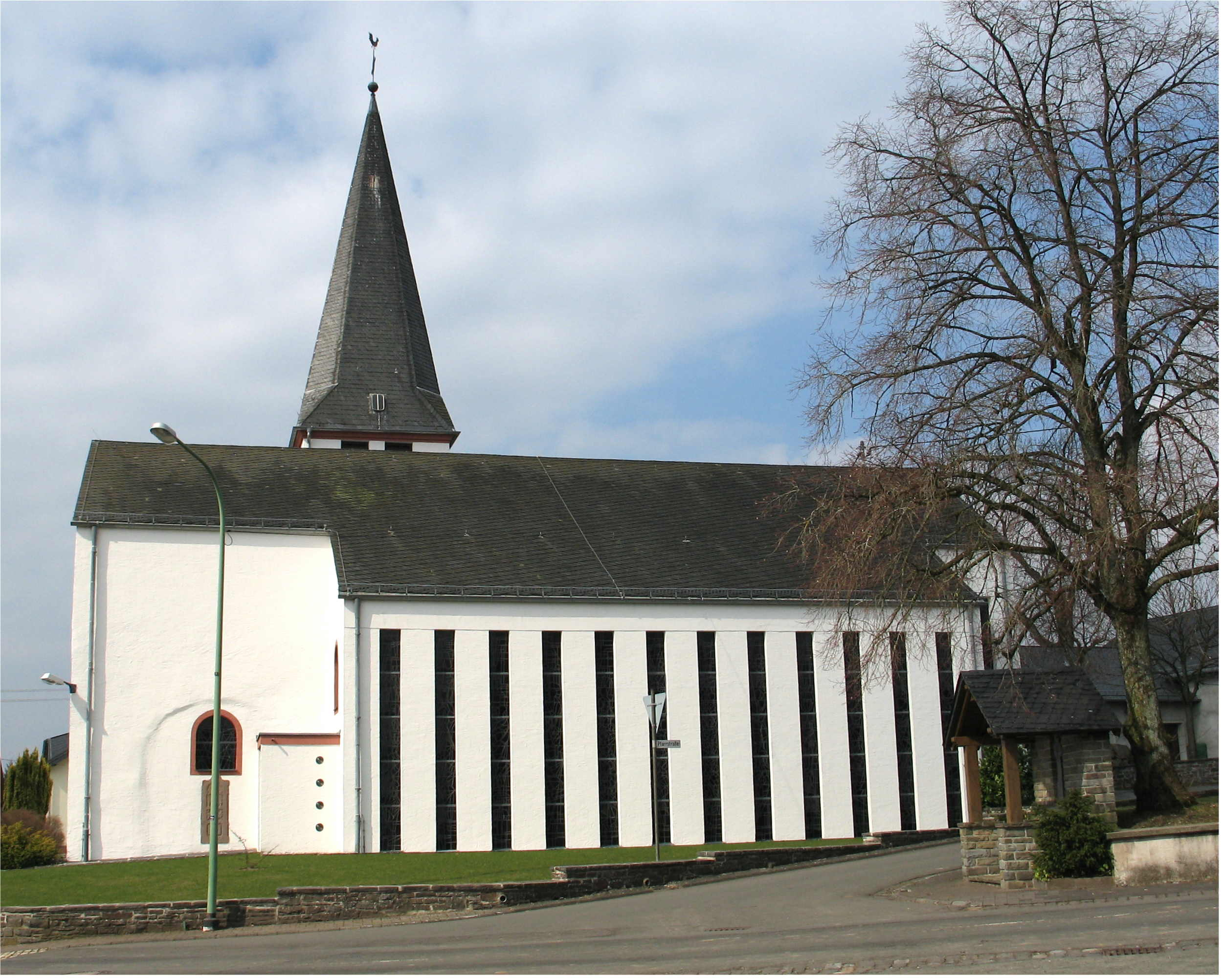
Kirche von Lützkampen

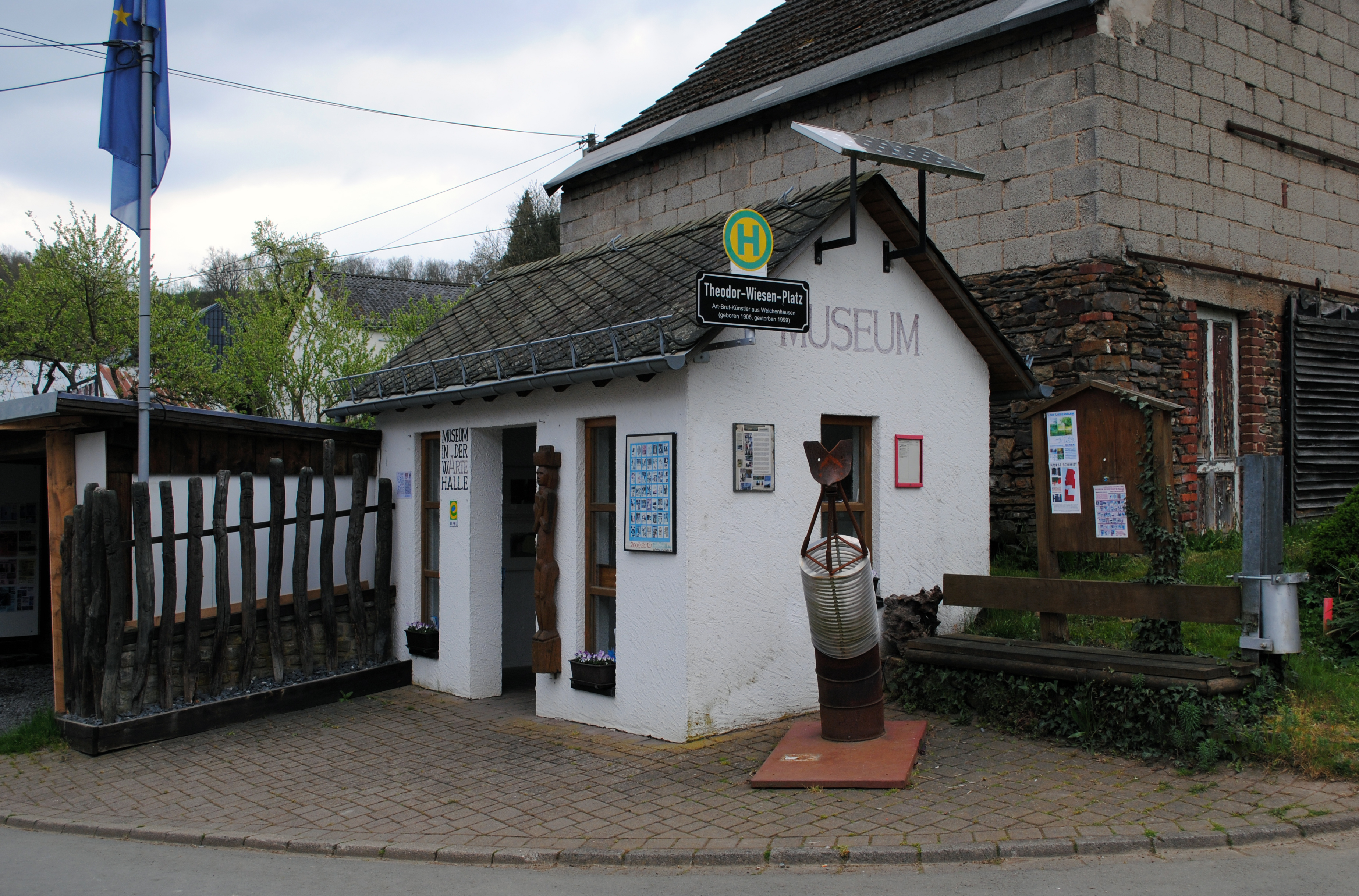
„Museum in der wArtehalle“, Welchenhausen.

### Bauwerke
Die heutige Kirche Lützkampens wurde 1962/63 erbaut. Der Chor aus der früheren Kirche blieb bestehen. Seit 1964 hat die Kirche drei neue Glocken. 1974 wurde eine neue Orgel eingeweiht. Der Friedhof wurde 1958 etwa einen Kilometer außerhalb des Dorfes verlegt.
Siehe auch: Liste der Kulturdenkmäler in Lützkampen

### Museum
Im August 2002 wurde das „Museum in der wArtehalle“ eröffnet, ein kleines Kunstmuseum in der Ortschaft Welchenhausen, das neben Werken von Künstlern aus Deutschland und seinen Nachbarländern sowie verschiedenen Einzelpräsentationen in den Wintermonaten Ausstellungen zur Kulturgeschichte der Islek-Region zeigt.

### Grünflächen und Naherholung
Naturdenkmal ist eine 250 Jahre alte Buche bei einem Einzelgehöft an der Straße nach Sevenig (Our).
Siehe auch: Liste der Naturdenkmale in Lützkampen

### Regelmäßige Veranstaltungen
- Die Kirmes wird am letzten Sonntag im Juli gefeiert, als Erinnerung an die Grundsteinlegung der neuen Kirche.
- Am ersten Wochenende nach Aschermittwoch, dem sogenannten Scheef-Sonntag, findet das Burgbrennen statt. Dabei wird nach altem Brauch ein großer Haufen Stroh, Reisig usw. abgebrannt.[10][11]

## Wirtschaft und Infrastruktur

### Gewerbe
Bis zum Zweiten Weltkrieg war Lützkampen durch zahlreiche kleine Landwirtschaftsbetriebe geprägt. Seit 1971, als noch 72 landwirtschaftliche Betriebe gezählt wurden, hat die landwirtschaftlich genutzte Fläche von 668 ha auf 301 ha (2010) abgenommen, die von acht Betrieben bewirtschaftet wurden. Dadurch ist Lützkampen auch zu einer Wohngemeinde geworden.

### Verkehr
Im Zentrum Lützkampens trifft die im Ort endende und in Nord-Süd-Richtung verlaufende Landesstraße 15 auf die von Osten nach Westen führende Landesstraße 1. Die beiden Landesstraßen führen u. a. nach Üttfeld, Harspelt und bis zur belgischen Staatsgrenze.

### Öffentliche Einrichtungen
Lützkampen ist Standort einer 1950 gegründeten Freiwilligen Feuerwehr mit 15 Mitgliedern, eines Kindergartens und der Grundschule St. Willibrord.

## Persönlichkeiten
- Edmund Geisen (* 5. März 1949 in Lützkampen), Landwirtschaftsdirektor und Politiker (FDP), Mitglied des Land- und Bundestages